# Gleb Leontjewitsch Trawin
Gleb Leontjewitsch Trawin (russisch Глеб Леонтьевич Травин; * 15. Apriljul. / 28. April 1902greg. im Dorf Kasjewo, Ujesd Pskow; † 19. Oktober 1979 in Pskow) war ein sowjetischer Radsportler.

## Leben
Trawin war der älteste Sohn eines Waldbauern, der nach der Verarmung 1913 mit der Familie nach Pskow zog und als Hausmeister arbeitete. Trawin liebte die Natur. Der Vater lehrte ihn die Kunst des Überlebens in der Natur mit dem Auffinden von Nahrung und Unterkunft und dem Essen von rohem Fleisch im Notfall.
Trawin schloss den Schulbesuch nach der Oktoberrevolution ab und begann ein Studium in Petrograd. Als sich im Bürgerkrieg die weißen Armeen zurückgezogen, kehrte er 1919 nach Pskow zurück und arbeitete in Schlossereien. Er leitete einen Kreis der Jäger und Pfadfinder. Er begeisterte sich für den Radsport und fuhr Tausende von Kilometern in der Umgebung Pskows. Der Vater starb 1920. Trawnik studierte am Pskower Institut für Volksbildung. Er absolvierte Elektrotechnik-Kurse und arbeitete als Elektriker.
Als 1923 der niederländische Radsportler Adolf de Groot, der ganz Europa durchfahren hatte, nach Pskow kam, begann Trawin an die Durchführung einer längeren und schwereren Fahrt zu denken. Während seines Dienstes in der Armee studierte er Geographie, Geodäsie, Zoologie, Botanik und Fotografie. Nach dem Militärdienst ging er nach Kamtschatka und trainierte weiter auf dem Armee-Klapprad Leitner der Leitner-Fahrrad-Fabrik.

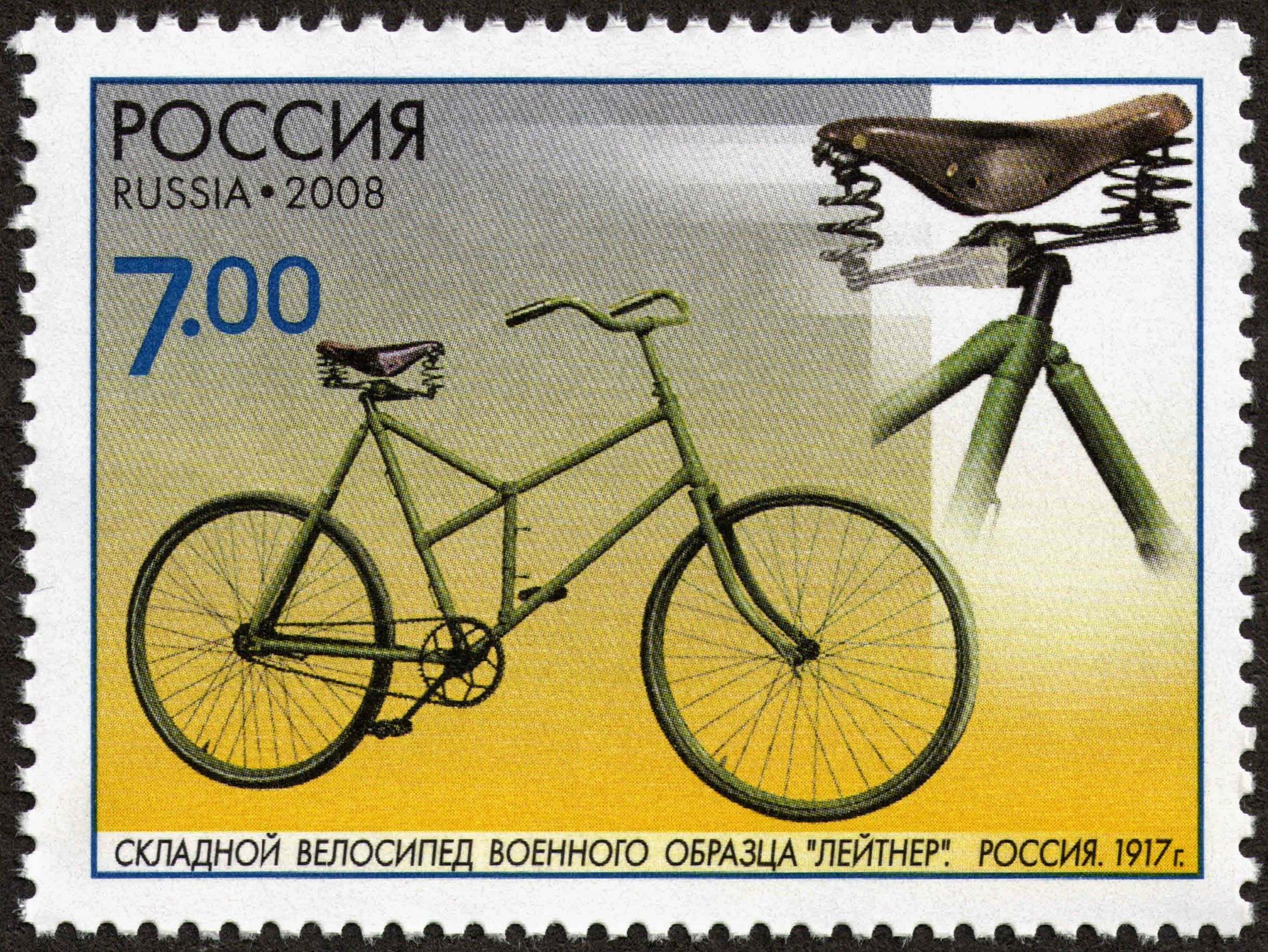
Leitner-Militärklapprad (Briefmarke der Potschta Rossii, 2008)

Trawin begann seine große Radrundfahrt um die Sowjetunion am 10. Oktober 1928 in Petropawlowsk-Kamtschatski mit dem Dampfschiff nach Wladiwostok. Er fuhr dann mit dem Rad entlang der Grenzen durch Fernost, Sibirien, Zentralasien, von Krasnowodsk nach Baku im Juli 1929 per Schiff, durch Transkaukasien, von Rostow am Don nach Jalta im August 1929 per Schiff, durch die Ukraine, Zentral- und Nordwestrussland nach Archangelsk und Murmansk. Die Rückfahrt entlang der Küste des Arktischen Ozeans von der Halbinsel Kola über die Inseln Waigatsch und Dikson (Schifffahrt von Waigatsch nach Dikson August/September 1930), die Siedlungen Chatanga, Russkoje Ustje im Allaichowski ulus, Uelen zum Kap Deschnjow führte er mit dem Rad, auf Skiern, mit dem Hundeschlitten und zu Fuß durch, um schließlich mit dem Schiff von der Tschuktschen-Halbinsel nach Ust-Kamtschatsk im Oktober 1931 zurückzukehren. Im Juli 1931 hatten Tschukotka-Komsomolzen auf dem Kap  Deschnjow ein Trawin-Denkzeichen errichtet.
Nach der Rückkehr trainierte Trawin Rad-, Motorrad- und Autofahrer und begeisterte junge Menschen für den Sport. Er heiratete Wera Schantina († 1959) und bekam drei Töchter und zwei Söhne.
Während des Deutsch-Sowjetischen Kriegs unterrichtete er Wehrkunde am Kamtschatka-Hochseefischerei-Technikum. 1962 kehrte er nach Pskow zurück.
Nach Trawin wurden Wandervereine in Losowa, Lemberg, Petropawlowsk-Kamtschatski, Gera und Berlin benannt. Trawins Fahrrad, Winchester, Kompass, Dokumente und Fotos befinden sich im Pskower Museum.